# Пемікан

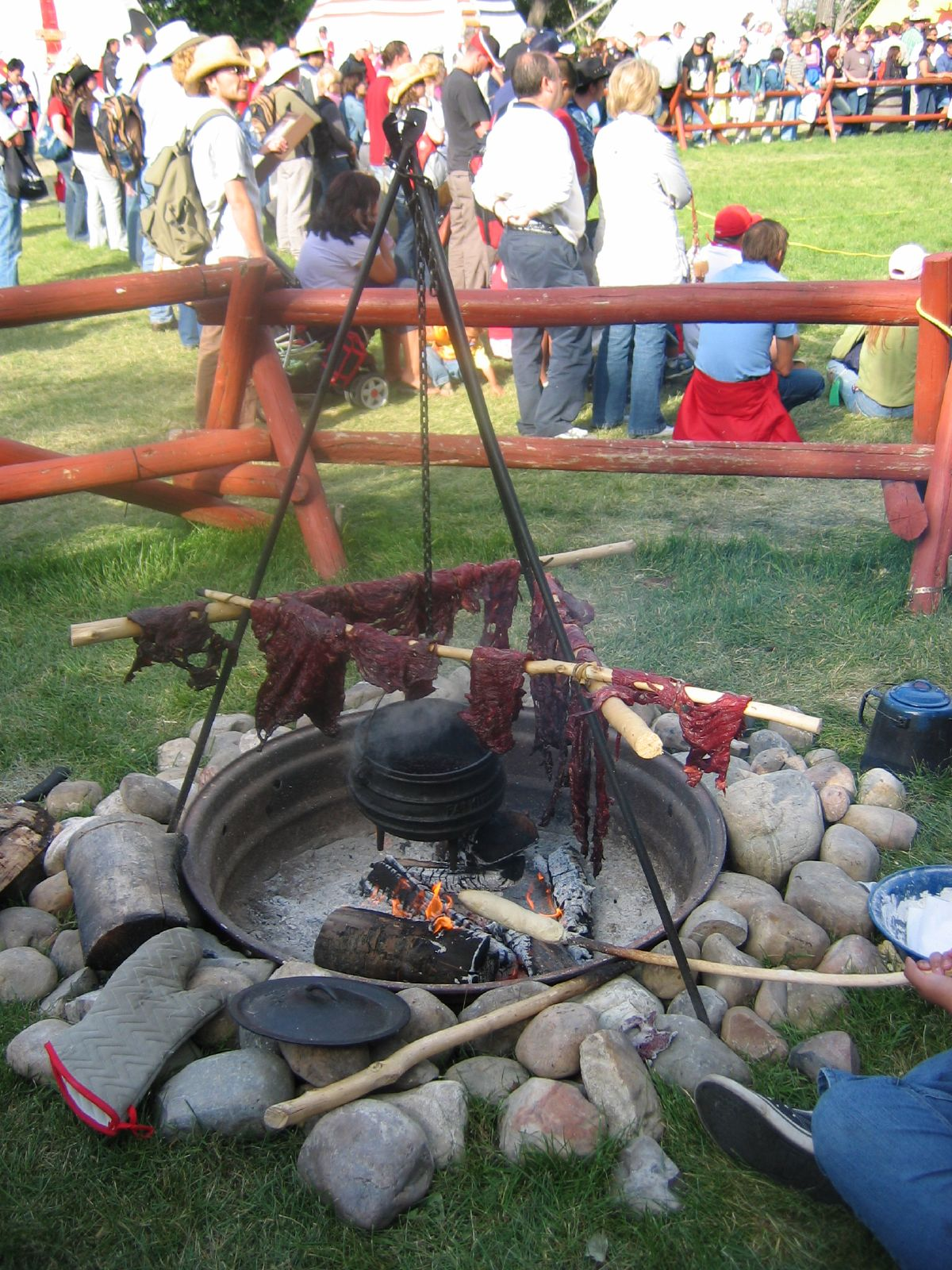
Старовинний спосіб сушіння м'яса для пемікану

Пемікан (англ. pemmicanⓘ, мовою індіанців крі «пімі-Окан» — «рід жиру») — м'ясний харчовий концентрат. Застосовувався індіанцями Північної Америки у військових походах і мисливських експедиціях, а також полярними дослідниками XIX — першої половини XX століття. Відрізняється легкою засвоюваністю і високою поживністю при малому об'ємі і вазі. В даний час використовується туристами при проходженні важких маршрутів[джерело?].
Пемікан індіанців включав сушене або в'ялене подрібнене м'ясо бізонів, а також сало, подрібнені сушені ягоди або сік ягід, іноді — спеції. У результаті обробки первинних продуктів виходила високопоживна концентрована їжа. Спроба заборонити торгівлю пеміканом у Канаді на початку XIX століття призвела до збройного протистояння, що отримало назву Пеміканової війни.
В кінці XIX століття компактність і універсальність пемікану привернула до нього увагу мандрівників, насамперед підкорювачів Арктики й Антарктики. До початку XX століття пемікан став основним м'ясним продуктом полярних мандрівників — зокрема підкорювача Північного полюсу Роберта Пірі.
У сибірських мисливців був свій варіант: суміш товчених сухарів, солі і сала скочувалася в щільну кулю і висушувалася. Така куля могла зберігатися в рюкзаку роками як НЗ і була придатна в їжу, навіть якщо сало прогіркло.
Європейський пемікан складався з 40 % перемеленого м'яса і 60 % жирів[джерело?]. Для виготовлення пемікану зазвичай застосовувалася яловичина, рідше — інші сорти м'яса. Також поширився пемікан для їздових собак, який виготовляли з дешевих сортів м'яса — тюленячого, китового тощо[джерело?]. Пемікан розфасовують або в герметично запечатані бляшанки, або у виглядів брусків у тканину й папір. Руаль Амундсен використовував армійський норвезький пемікан, з домішкою вівсяного борошна і сушених овочів[джерело?]. У середині XX століття, із поліпшенням транспортних засобів полярних експедицій, від використання пемікану поступово відмовилися, оскільки встановлено, що пемікан не може замінити повноцінного харчування, а тривала пеміканова дієта шкідливо позначається на органах травлення та обміні речовин[джерело?].

## Рецепти приготування
1. Береться сире сало і м'ясо в співвідношенні 1:2, сало ріжеться дрібними кубиками і топиться на смалець. Смалець разом зі шкварками зливається в каструлю, туди ж кришиться дрібними кубиками (не більше нігтя) м'ясо. М'ясо тушкується в смальці без додавання води не менше 6 годин на дуже повільному вогні. У підсумку вся волога з м'яса випарюється і заміщається жиром. На всяк випадок готовий пеммікан сильно пересолюють. В кінці додається червоний перець[джерело?].
2. Береться свіже м'ясо (вирізка без жиру, жил і плівок), крутиться через м'ясорубку, сушиться тонким шаром на духовці, розтирається в тонкий порошок (наприклад, у кавомолці). До нього додаються розтерті до однорідного стану сухофрукти (родзинки, курага, чорнослив, журавлина[3] тощо). М'ясний порошок, протерті ягоди або сухофрукти змішується з гарячим смальцем у пропорції 4:2:1. Спеції та сіль додаються за смаком — суміш має вийти міцно солоною і пряною. Отримана маса охолоджується і викладається на сковороду або лист шаром, товщиною 1,5-2 см, накривається кришкою і ставиться під важкий гніт на кілька днів при температурі близько 60 °C. За цей час надлишки сала вичавлюються по краях кришки. Кришка знімається, готовий продукт ріжуть на кубики, кубики упаковують у фольгу[джерело?].